# Leszek Szuman
Leszek Szuman (ur. 18 listopada 1903 w Poznaniu, zm. 13 czerwca 1986 w Szczecinie) – polski astrolog, tłumacz, ekonomista, pionier Szczecina.

## Życiorys

### Okres przedwojenny
Rodzina Leszka Szumana pochodziła z Wielkopolski (rodzina Schumanów, która swoje nazwisko spolszczyła w czasie zaborów). Urodził się w Poznaniu (1903). W roku 1925 skończył poznańskie Gimnazjum Klasyczne. Pracował w urzędzie celnym i był komiwojażerem w przedstawicielstwie firmy Alfa Laval. Później zarządzał tartakiem, młynem i żwirownią, które zakupiła matka po śmierci ojca w 1914 roku.
W latach 1930–1935 przebywał w Argentynie  i Urugwaju jako pracownik polskiego poselstwa, gdzie intensywnie uczył się języka hiszpańskiego i napisał pierwsze horoskopy. Po powrocie do Poznania (1935) opublikował cykl artykułów prasowych na temat Gran Chaco i inne wspomnienia z Ameryki Południowej. Opracował i wydał własnym nakładem podręcznik dotyczący reklamy. Jako specjalista w tej dziedzinie został zatrudniony w warszawskich przedstawicielstwach firm Philips i Renault.
Przed wybuchem wojny ukończył studia ekonomiczne w Berlinie. W czasie okupacji był krupierem w kasynie, a następnie pracownikiem wydziału żywienia i rolnictwa w urzędzie gubernatora GG. 
Wkrótce po zakończeniu wojny zamieszkał w Szczecinie przy ul. Marii Skłodowskiej-Curie. Zajmował się m.in. tłumaczeniami – był tłumaczem przysięgłym z języka niemieckiego i hiszpańskiego (łącznie znał siedem języków obcych, w tym niektóre narzecza afrykańskie).
Zmarł 13 czerwca 1986 (według innych źródeł 12 czerwca 1987) w Szczecinie. Został pochowany na szczecińskim cmentarzu Centralnym.

## Ezoteryka
Zainteresował się ezoteryką, astrologią i parapsychologią,  napisał o tych tematach kilka książek. W 1982 roku został współzałożycielem Pomorskiego Towarzystwa Parapsychotronicznego i jego pierwszym prezesem. Jednym z jego uczniów jest Leszek Weres.  
Publikacje
- 1982 – Astrologia i polityka, Krajowa Agencja Wydawnicza, Gorzowski Klub Miłośników Fantastyki Naukowej, Gorzów Wielkopolski
- 1982 – Życie po śmierci, Wyd. Różdżkarz
- 1991 – W kręgu znaków zodiaku, Wyd. Merkuriusz, Warszawa (Seria: Księga Wróżb i Przepowiedni)
- 1992 – Przepowiednie i proroctwa, Wyd. Różdżkarz
- Radiestezja, geotronika, biotronika, psychotronika 2'82: ochrona i kształtowanie środowiska człowieka obowiązkiem narodowym i zadaniem społecznym[7]